# Платковниця
Платковниця (пол. Płatkownica) — село в Польщі, у гміні Садовне Венґровського повіту Мазовецького воєводства.
Населення — 237 осіб (2011).
У 1975-1998 роках село належало до Седлецького воєводства.

## Демографія
Демографічна структура станом на 31 березня 2011 року:
|          | Загалом | Допрацездатний вік | Працездатний вік | Постпрацездатний вік |
| -------- | ------- | ------------------ | ---------------- | -------------------- |
| Чоловіки | 115     | 24                 | 79               | 12                   |
| Жінки    | 122     | 15                 | 73               | 34                   |
| Разом    | 237     | 39                 | 152              | 46                   |